# Thamūd
Die Thamūd (arabisch ثمود, DMG Ṯamūd) sind ein arabisches Volk, das im Koran 26 Mal Erwähnung findet; meist im Zusammenhang mit dem Volke der ʿĀd, häufig in einer Reihe auch mit Hinweisen auf das Volk Lots. Sie bilden eine Reihe der Völker, die nicht auf die Mahnungen der Gesandten Gottes hören wollten.
Es gibt Hinweise, dass dieses Volk aus Südarabien stammen könnte, aber ein großer Teil davon in den Norden zog und sich am Abhang des Berges Aslab bei Mada'in Salih ansiedelte.
Die Thamud, die zwischen Hedschas und Damaskus gelebt haben sollen, waren auch bekannt als die Ashab al-Hidschr أصحاب الحجر / aṣḥāb al-ḥiǧr / ‚die Leute von al-Hidschr‘: siehe Sure 15, Vers 80. Bei archäologischen Forschungen wurden im mittleren Arabien mehrere Felszeichnungen und Inschriften der Thamud entdeckt.
In Berichten der Assyrer werden sie als Tamudi erwähnt, ebenso in einer griechischen Tempelinschrift aus dem nordwestlichen Hedschas von 169 n. Chr., in einer byzantinischen Quelle des 5. Jahrhunderts, in vielen Inschriften in der Umgebung von Tayma und möglicherweise auf einer Tafel aus Ebla. Aus diesen Quellen lässt sich der Lebensraum auf die Landschaften zwischen Mekka und Tayma begrenzen.
Ihnen wird die thamudische Schrift zugeordnet. Diese scheint aus einer südarabischen Schrift entstanden zu sein und diente der Aufzeichnung der thamudischen Sprache, die vermutlich ein Dialekt des Nordarabischen war. Andere heute ebenso vom Hocharabischen verdrängte Dialekte waren das Safaitische, Dedanitische mit der späteren Variante des Lihyanischen und das Hasaitische von Al-Hasa.